# Osteogenesis imperfecta
Osteogenesis imperfecta (OI, někdy nazýváno nemoc křehkých kostí) je genetická kostní porucha. Lidé s OI se rodí s defektní pojivovou tkání, nebo bez schopnosti ji vytvořit, obvykle kvůli nedostatku kolagenu typu I.

## Typy
Existuje osm různých typů OI, přičemž nejčastější je typ I, ale symptomy se u různých lidí liší.

### Typ I.
Kolagen je produkován v normální kvalitě, ale v nedostatečném množství
- vysoká lomivost kostí
- zvýšená pohyblivost kloubů
- zbarvení očního bělma (skléra), obvykle do modro-šeda (způsobeno její menší tloušťkou)
- možná ztráta sluchu v nízkém věku

Očekávaná délka života je nižší, kvůli možnosti smrtelných zlomenin a jiných komplikací.

### Typ II.
Kolagen v nedostatečné kvalitě, nebo kvantitě.
- u většiny případů smrt během prvního roku života
- časté dýchací problémy kvůli nedovyvinutým plicím
- závažné deformování kostí

### Typ III.
Dostatečné množství, ale nedostatečná kvalita kolagenu
- snadné zlomeniny, někdy dokonce před narozením
- deformita kostí, někdy závažná
- možné dýchací potíže
- zvýšená pohyblivost kloubů
- obarvení očního bělma
- možná ztráta sluchu v nízkém věku

## Léčba
V současnosti na OI neexistuje lék a léčba je obvykle zaměřena na posílení síly kostí a svalstva.
Proběhlo mnoho klinických testů s přípravky používanými k léčbě osteoporózy, ale výsledky nebyly přesvědčivé a tyto přípravky obvykle nejsou používány, protože jejich dlouhodobé účinky nebyly studovány.